# ペンセプト
ペンセプト（英語: Pencept, Inc）は、1980年代にペン・コンピューティングとして知られる技術を開発およびマーケティングした数少ない先駆的な企業の1つ。
ペンセプトは、主に手書きおよびジェスチャー認識アルゴリズムの堅牢性（当時）と、既存のアプリケーションのハードウェアおよびソフトウェアで機能するジェスチャー認識および手書き認識を採用するための新しいユーザーインターフェイスアプローチの開発に重点を置いていることで注目された。
ペンセプトは、人間の読書の機能属性モデルに基づいて、オンライン文字認識に独自のテクノロジーを採用しました。手書き認識に使用される他の多くの認識アルゴリズムとは異なり、認識は一般にユーザーに依存せず、ユーザーの特定の文体へのトレーニングを必要としなかった。
初期の製品には、VT-100およびその他の標準ANSI 3.62端末の直接の代替手書き専用コンピューター端末が含まれていたが、デジタル化タブレットと電子ペンがあり、キーボードはなかった。IBMパーソナル・コンピューターの出現により、その後の製品は、特にDOSオペレーティング・システム用のグラフィックスおよびCAD / CAMアプリケーション、ならびにデータ入力およびデータ編集アプリケーションに焦点を合わせた。
ペンセプトシステムは、1983年と1985年のCHI会議でのデモンストレーションで紹介されました。CHI85会議での1985年のデモンストレーションの一部を示すビデオは、Open-Video.orgオンラインコレクションから入手できる。